# Hanawa
Hanawa (jap. 塙町 Hanawa-machi) – miasto w Japonii, na wyspie Honsiu, w prefekturze Fukushima. Według danych na rok 2020 miejscowość zamieszkiwało 8 302 mieszkańców , a gęstość zaludnienia wyniosła 39,3 os./km².